# Katy, a hernyó
A Katy, a hernyó (eredeti cím spanyolul: Katy la Oruga, angolul: Katy the Caterpillar) 1983-ban bemutatott mexikói–spanyol rajzfilm, amelyet José Luis és Santiago Moro rendezett.  A mozifilm a Moro Creativos Asociados gyártásában készült, a Televicine S.A. de C.V. forgalmazásában jelent meg. Műfaja kalandfilm. 
Mexikóban 1983. július 22-én mutatták be a mozikban, Magyarországon 1995. április 23-án az MTV2-n vetítették le a televízióban.

## Szereplők
| Szereplő           | Eredeti hang                           | Magyar hang          | Leírás                                                                   |
| ------------------ | -------------------------------------- | -------------------- | ------------------------------------------------------------------------ |
| Katy               | Cristina Carmargo Michelle Guiú (ének) | Csere Ágnes          | A hernyó lány, akinek az a vágya, hogy gyönyörű pillangó legyen.         |
| Gilbert            | Alfonzo Obregón                        | Szabó Sipos Barnabás | Szalmakalapos mezei egér.                                                |
| Chester            | Héctor Lee                             | Uri István           | Magas-sovány varjú, aki gyakran barátságot köt Katy-vel és Gelberttel.   |
| Clyde              | Francisco Colmenero                    | Botár Endre          | Alacsony-kövér varjú, aki gyakran barátságot köt Katy-vel és Gelberttel. |
| Góliát             | Esteban Siller                         | Kárpáti Tibor        | Gonosz kövér kék macska, aki Gilbert és Katy nyomába ered.               |
| Anyatermészet      | Nancy MacKenzie                        | Menszátor Magdolna   | Az erdő hangja, aki segít Katy-nek, hogyan változik gyönyörű pillangóvá. |
| 5344-es méh        | Diana Santos                           | ?                    | Egy fiatal méh.                                                          |
| Varangy            | Alvaro Telsiglo                        | ?                    | Egy kacatkereskedő varangy.                                              |
| Katy nővére        | Gabriela Willer                        | ?                    | Katy lánytestvérei.                                                      |
| Katy kövér húga    | Gaby Willer                            | ?                    | Katy lánytestvérei.                                                      |
| Katy húga          | Patricia Acevedo                       | ?                    | Katy lánytestvérei.                                                      |
| David, a kaméleon  | Eduardo Tejeda Arturo Laphan (ének)    | Harsányi Gábor       | A lila kaméleon, az együttes tagja.                                      |
| Méhkirálynő        | Gloria Rocha                           | ?                    | A méhek királynője                                                       |
| Pók hölgy          | Azucena Rodríguez                      | Halász Aranka        | A fekete özvegy, aki hálót sző, hogy elkaphassa valamelyik áldozatot.    |
| Igásló             | Juan Domingo Méndez                    | ?                    | A szalmakalapos ló, aki Katy-t és Gilbertet a városba viszi.             |
| Városi egér        | Luis Bayardo                           | ?                    | Vörös kabátos, kék kalapos egér a városban.                              |
| Rózsaszín kaméleon | N/A                                    | ?                    | Az együttes tagjai                                                       |
| Kék kaméleon       | N/A                                    | ?                    | Az együttes tagjai                                                       |

## Betétdalok
| Dal                      | Előadó                         |
| ------------------------ | ------------------------------ |
| Katy dala                | Michelle Guiú                  |
| A méhkirálynő dala       | ?                              |
| A szalamandrák dala      | Arturo Laphan ?                |
| A kereskedő varangy dala | Alvaro Telsiglo                |
| Chester és Clyde dala    | Héctor Lee Francisco Colmenero |
| Katy dala (finálé)       | Michelle Guiú                  |

## Televíziós megjelenések
TV-2 